# Echte Sackträger

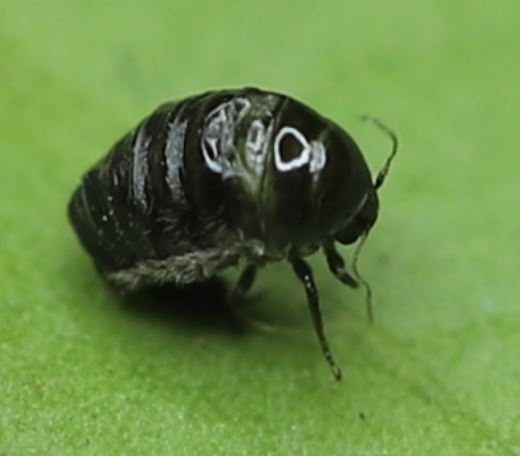
Dreikant-Zwerg-Sackträger (Dahlica triquetrella)

Die Echten Sackträger (Psychidae) sind eine Familie der Schmetterlinge (Lepidoptera). Morphologische und namentliche Verwechslungsgefahr besteht zu den Psychodidae, bei welchen es sich aber um Zweiflügler handelt.

## Verbreitung
Weltweit sind bislang über 1350 Arten bekannt, allein in Australien kommen 350 Arten vor. Im deutschsprachigen Raum wurden etwa 90 Arten nachgewiesen.

## Merkmale
Psychiden sind kleine bis mittelgroße Falter, deren Mundwerkzeuge stark rückgebildet sind. Im Gegensatz zu den Männchen sind die Weibchen oft ungeflügelt. Die Männchen sind meist unscheinbar, düster und relativ dünn beschuppt, eine Flügelzeichnung fehlt oder ist nur schwach ausgebildet. Ihre Fühler sind gut entwickelt und doppelt gekämmt.
Die Raupen besitzen beißende Mundwerkzeuge und gut entwickelte Brustbeine, ihre Bauchbeine sind aber oft rückgebildet.

## Biologie
Die Raupen verbringen die meiste Zeit ihrer Entwicklung in einem Sack, der aus Pflanzenresten oder Sandteilchen zusammengesponnen ist. Diese Säcke gleichen denen der Köcherfliegen-Larven. Oft sind der Aufbau des Köchers und die verwendeten Materialien spezifisch für eine Art.

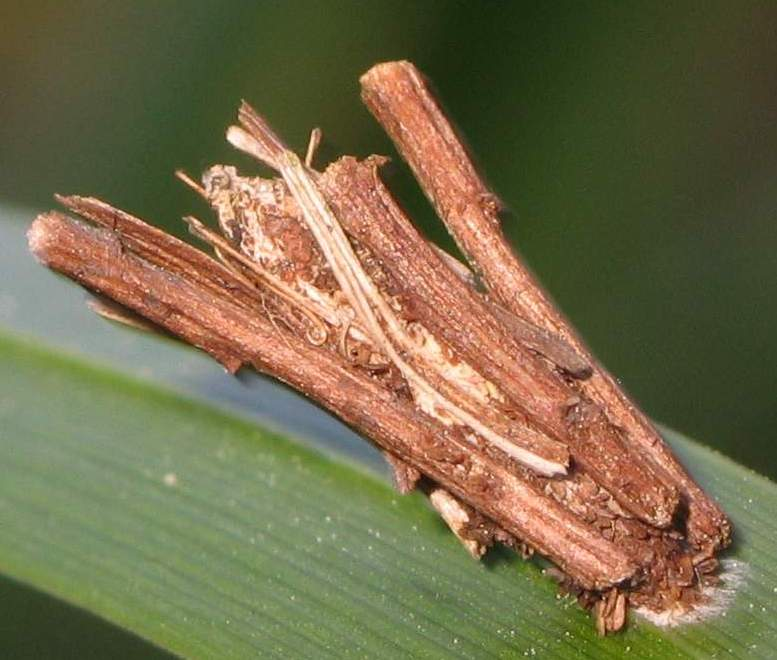
Psychidensack wahrscheinlich von Psyche casta; erkennbar ist, dass der Sack am vorderen Ende mit dem Schilfblatt versponnen ist.

Die Raupen bewegen sich mit dem Sack fort und fressen aus diesem heraus an ihren Futterpflanzen. Alle Häutungen und die Verpuppung erfolgen im Sack. Dieser wird mit der Größenzunahme der Larve ständig erweitert. Vor der Verpuppung wird der Sack am vorderen Ende mit einer Unterlage versponnen, dann wendet sich die Raupe. Zum Schlüpfen kann sich der Falter dann aus der hinteren Öffnung des Sackes schieben.
Die Überwinterung erfolgt im Larvenstadium, wobei sich einige Arten mehrjährig entwickeln.
Nach dem Schlüpfen bleiben die flügellosen Weibchen oft auf dem Sack sitzen und werden von den anfliegenden Männchen begattet. Bei der Partnerfindung spielen Sexualpheromone eine wichtige Rolle.
Die Lebensdauer der Falter ist kurz, die Männchen überstehen nur wenige Stunden, die Weibchen nur wenige Tage. Schon aus diesem Grund muss das Schlüpfen der Geschlechter synchronisiert sein, um eine erfolgreiche Begattung zu gewährleisten. Bei manchen Arten liegt der Schlupfzeitpunkt in den früheren Morgenstunden (etwa gegen 5.00 Uhr).
Viele Arten sind polyphag, eine ganze Reihe von Arten haben sich aber auf eine Futterpflanzen-Art spezialisiert.
Die Weibchen mancher Arten bleiben madenförmig, sind beinlos und ihr Hinterleib verbleibt im Sack. Von einigen Arten ist Parthenogenese bekannt.

## Taxonomie
Die nachfolgende Liste enthält die im deutschen Sprachraum nachgewiesenen Arten.

### Familie Psychidae

#### Unterfamilie Naryciinae
- Brauner Motten-Sackträger (Diplodoma laichartingella (Goeze, 1783))
- Diplodoma adspersella Heinemann, 1870
- Schwarzer Motten-Sackträger (Narycia duplicella (Goeze, 1783))
- Weißer Motten-Sackträger (Narycia astrella (Herrich-Schäffer, 1851))

- Eosolenobia manni (Zeller, 1852)
- Praesolenobia clathrella (Fischer v. Röslerstamm, 1837)
- Dreikant-Zwerg-Sackträger (Dahlica triquetrella (Hübner, 1813))
- Dahlica seileri (Sauter, 1954)
- Dahlica lichenella (Linnaeus, 1761)
- Dahlica fumosella (Heinemann, 1870)
- Dahlica goppensteinensis (Sauter, 1954)
- Dahlica generosensis (Sauter, 1954)
- Dahlica simplonica (Hättenschwiler, 1977)
- Dahlica charlottae (Meier, 1957)
- Dahlica latisquama Weidlich, 2015
- Dahlica leoi (Dierl, 1970)
- Dahlica vaudella Hättenschwiler, 1990
- Dahlica nickerlii (Heinemann, 1870)
- Dahlica wockei (Heinemann, 1870)
- Dahlica sauteri (Hättenschwiler, 1977)
- Dahlica ticinensis (Hättenschwiler, 1977)
- Dahlica klimeschi (Sieder, 1953)
- Dahlica wehrlii (Müller-Rutz, 1928)
- Siederia alpicolella (Rebel, 1919)
- Siederia pineti (Zeller, 1852)
- Siederia meierella (Sieder, 1956)
- Gebirgs-Zwerg-Sackträger (Siederia rupicolella (Sauter, 1954))
- Postsolenobia thomanni (Rebel, 1936)
- Brevantennia triglavensis (Rebel, 1919)
- Brevantennia reliqua Sieder, 1953
- Brevantennia siederi (Sauter, 1954)
- Brevantennia styriaca Meier, 1957

#### Unterfamilie Taleporiinae
- Taleporia politella (Ochsenheimer, 1816)
- Röhren-Sackträger (Taleporia tubulosa (Retzius, 1783))
- Pseudobankesia alpestrella (Heinemann, 1870)
- Pseudobankesia contractella Hättenschwiler, 1994

#### Unterfamilie Typhoniinae
- Typhonia ciliaris (Ochsenheimer, 1810)
- Basler Sackträger (Typhonia melana (Frivaldszky, 1838))

#### Unterfamilie Psychinae
- Luffia lapidella (Goeze, 1783)
- Glocken-Sackträger (Bacotia claustrella (Bruand, 1845))
- Birken-Sackträger (Proutia betulina (Zeller, 1839))
- Proutia breviserrata Sieder, 1963
- Proutia rotunda Suomalinen, 1990
- Gitternetz-Sackträger (Bruandia comitella (Bruand, 1853))
- Bruandia raiblensis (Mann, 1870)
- Kleiner Rauch-Sackträger (Psyche casta (Pallas, 1767))
- Großer Rauch-Sackträger (Psyche crassiorella (Bruand, 1851))

#### Unterfamilie Epichnopteryginae
- Ockergelber Gitter-Sackträger (Bijugis bombycella (Denis & Schiffermüller, 1775))
- Bijugis pectinella (Denis & Schiffermüller, 1775)
- Reisseronia gertrudae Sieder, 1962
- Montanima karavankensis (Höfner, 1888)
- Rebelia sapho (Millière, 1864)
- Rebelia kruegeri Turati, 1914
- Rebelia majorella Rebel, 1910
- Rebelia plumella surientella (Bruand, 1858)
- Großer Erdröhren-Sackträger (Rebelia plumella plumella Ochsenheimer, 1810)
- Rebelia bavarica Wehrli, 1926
- Rebelia styriaca Rebel, 1937
- Rebelia ferruginans Rebel, 1937
- Rebelia thomanni Rebel, 1937
- Psychidea nudella (Ochsenheimer, 1810)
- Acentra subvestalis (Wehrli, 1933)
- Wiesen-Sackträger (Epichnopterix plumella (Denis & Schiffermüller, 1775))
- Epichnopterix alpina Heylaerts, 1900
- Epichnopterix ardua Mann, 1867
- Epichnopterix montana Heylaerts, 1900
- Epichnopterix pontbrillantella (Bruand, 1858)
- Siebolds Felsflur-Sackträger (Epichnopterix sieboldii) (Reutti, 1853)
- Epichnopterix kovacsi Sieder, 1955 CH-A
- Epichnopterix heringi Heinemann, 1859
- Whittleia schwingenschussi Rebel, 1910
- Whittleia retiella (Newman, 1847)

#### Unterfamilie Oiketicinae
- Schwarzer Sackträger (Acanthopsyche atra (Linnaeus, 1767))
- Großer Sackträger (Canephora hirsuta (Poda, 1761))
- Pachythelia villosella (Ochsenheimer, 1810)
- Oreopsyche tenella (Ad. Speyer, 1862)
- Oreopsyche vorbrodtella (Wehrli, 1920)
- Leptopterix hirsutella (Denis & Schiffermüller, 1775)
- Leptopterix plumistrella (Hübner, 1793)
- Ptilocephala albida (Esper, 1786)
- Ptilocephala pyrenaella (Herrich-Schäffer, 1852)
- Ptilocephala muscella (Denis & Schiffermüller, 1775)
- Ptilocephala agrostidis (Schrank, 1802)
- Ptilocephala plumifera (Ochsenheimer, 1810)
- Hellbrauner Moor-Sackträger (Megalophanes viciella (Denis & Schiffermüller, 1775))
- Megalophanes stetinensis (E. Hering, 1846)
- Megalophanes turatii (Staudinger, 1877)
- Phalacropterix apiformis (Rossi, 1790)
- Phalacropterix praecellens (Staudinger, 1870)
- Graslins Sackträger (Phalacropterix graslinella (Boisduval, 1852))
- Laubholz-Sackträger (Sterrhopterix fusca (Haworth, 1809))
- Bergmoor-Sackträger (Sterrhopterix standfussi (Wocke, 1851))
- Schneckenhaus-Sackträger (Apterona helicoidella (Vallot, 1827))
- Apterona crenulella (Bruand, 1853)
- Eumasia parietariella (Heydenreich, 1851)